# Селенгинский острог
Селенги́нский остро́г — оборонительное сооружение, построенное в 1665 году на реке Селенге.

## Основание острога
Острог основан 27 сентября 1665 года на правом берегу Селенги, в 6,5 километрах ниже места впадения в неё реки Чикой, Гаврилой Ловцовым, Осипом Васильевым и служилыми людьми Баргузинского, Братского, Балаганского и Иркутского острогов по приказу нерчинского воеводы Лариона Толбузина.

## Архитектура острога
Острог имел стены высотой 5,8 м, длиной по периметру в 128 м, одну проезжую башню, 4 угловые башни размерами 7,5 × 7,5 м, ров, чеснок и надолбы. Над проезжими воротами размещалась часовня с образом Михаила Архангела. В одной из башен находилось тёплое караульное помещение.

## История
Рядом с острогом была построена церковь во имя Спаса Нерукотворного образа с тремя престолами. В слободе располагалась 21 изба, ниже по течению Селенги — заимка с шестью дворами. По сведениям Николая Спафария в 1675 году рядом с Селенгинским острогом стояло тридцать изб, в них жило более двухсот человек, которые занимались рыболовством и огородничеством.
В 1665 году через Селенгинск проследовало в Москву посольство монгольского Сэцэн-хана Бабы, в 1668 году — миссия И. Перфильева. По описанию С. Полякова, участника похода Ерофея Хабарова, к 1672 году с севера, востока и юга острог обнесли новыми стенами, удлинив прибрежную.
В период обострения обстановки на границах в 1685 году острог заменили деревянной крепостью — «городом», имевшим стены высотой 5,3 метра. В юго-западном углу была возведена трёхпрестольная многоглавая шатровая Спасская церковь высотой 32 метра. Над воротами была построена часовня с образом Михаила Архангела.
В 1688 году в Селенгинском остроге в осаде оказался посол Фёдор Головин. Крепость была осаждена пятитысячным войском монгольского Тушэту-хана. Гарнизон острога состоял из 294 человек, вооружённых шестью пищалями и мушкетами. Командовал обороной ссыльный украинский гетман Демьян Многогрешный.
После успешного отражения осады Селенгинский острог был укреплён: были сооружены надолбы, выкопан ров, башни укреплены земляными насыпями в обшивке из брёвен. Надолбы — разновидность искусственного препятствия в деревянной ограде оборонительного строения — состояли из обрубков дерева, стоймя вкопанных за наружным краем рва, в один, два и три ряда.
С 1701 года Селенгинск значится в «Ведомости сибирских городов» как острог Иркутского уезда. В 1703 году через Селенгинский острог проследовало цинское посольство, направлявшееся к калмыцкому хану. С 1704 года город стал перевалочным центром караванной торговли с Китаем.
В 1713 году в письменных источниках впервые упоминается Петропавловская крепость, построенная к югу от Селенгинского острога на острове в месте впадения реки Чикой в Селенгу.
29 мая 1720 года через Селенгинск проследовало посольство Л. В. Измайлова, в составе которого находился шотландский врач и путешественник Джон Белл. В своих дневниках Белл называет Селенгинск городом, в полумиле от коего видел «обывательские сады». Здесь же шотландец познакомился с путешествующим брамином из Мадраса, который «разумел несколько по-российски и по-португальски».
С февраля 1723 года в Селенгинске жил епископ Переяславский Иннокентий. 6 июня 1724 года Священный Синод предписал Иннокентию выехать в Иркутск.
В августе 1724 года в Селенгинск прибыли китайские послы для переговоров с агентом Лоренцем Лангом о пограничных делах.
В 1726 году в Селенгинск прибыло посольство С. Л. Владиславича-Рагузинского. Город стоял в неудобном месте и Рагузинский предложил перенести крепость на новое место. 22 января 1727 года императрица Екатерина I издала указ о строительстве новой Селенгинской крепости. Для этого в город отправили ссыльного Абрама Ганнибала. Здесь он занимался изучением местности, составил проект переноса города и покинул его в начале 1730 года. Вместе с посольством в Селенгинск прибыл епископ Иркутский Иннокентий. 24 марта 1727 года он получил указ Синода о его возвращении в Иркутск.
В 1735 году через Селенгинск проезжает С. П. Крашенинников. Он упоминает уже о двух церквях в остроге: Покрова Богородицы (церковь сгорела в 1854 году) и Спаса нерукотворного. Селенгинск становится центром уезда, где находилась канцелярия пограничных дел во главе с комендантом, которому подчинялась и воеводская канцелярия. В 1735 году Г. Ф. Миллер зафиксировал в городе и уезде 2597 человек населения. Из строений он отметил канцелярию, амбары, 2 церкви, около 150 дворов. Жители разводили верблюдов, лошадей, овец, выращивали рожь, пшеницу, гречиху, овёс, большое значение имели рыболовство и охота.
В 1735 году началось почтовое сообщение от Посольского монастыря до Кяхты. Почтовая линия проходила через Селенгинский острог.
К 1745 году Селенгинск стал крупнейшим городом за Байкалом с населением более 4 тысяч человек. До 1755 года через Селенгинск проходят в Китай казённые торговые караваны. После 1755 года центром торговли с Китаем становится уже Кяхта.
В конце 1757 или в начале 1758 года в окрестностях Селенгинского острога был похоронен Амурсана — последний правитель Джунгарского ханства.
В 1760-е годы с восточной стороны города было сооружено несколько бастионов, соединённых надолбами.
П. С. Паллас, посетивший Селенгинск в 1773 году, упоминает о трёх церквях в городе: Спаса Нерукотворного, Михаила Архангела и Николая Чудотворца.
В 1780 году в городе было два пожара: 4 апреля и в октябре. Уцелело всего 15 домов, артиллерийская канцелярия и бывшая деревянная крепость. Крепость продали на слом в 1810-е годы.
Михаил Бестужев, значительно позднее исследуя историю Селенгинска, в письме к М. И. Семевскому (Век.1861 год) писал:
«И, хотя настоятельная необходимость перенести город на новое место была очевидна, но они положили решить этот казусный случай жеребьем — бросить рукавицу, — и ежели она упадет пальцем в землю, то переходить, ежели же вверх — остаться. Рукавица упала пальцем вверх — и город начал снова выстраиваться на пожарище, смываемый, подмываемый водою и засыпаемый песком»
Город восстановили на прежнем месте. Томским мещанином Мальцовым был построен каменный двухэтажный Спасский собор. После собора был построен гостиный двор на 22 лавки.
6 сентября 1840 года был издан указ о переносе Селенгинска на новое место. Город перенесён на новое место в 1842 году. Новый город построили на левом берегу Селенги.
14 сентября 1891 года освящена каменная часовня, построенная на средства кяхтинского купца А. М. Лушникова. Часовня построена на месте старой Спасской церкви.

## Печать
В XVIII веке Селенгинская земская Канцелярия в делопроизводстве использовала печать, на которой был изображён изюбрь, поражённый стрелой охотника.

## Городские воеводы и приказчики
В XVII веке острогом заведовали следующие воеводы и приказчики.
- 20 июня 1675 года — Гаврило Ловцов, приказный человек, Селенгинский сын боярский;
- 5 марта 1676 года — Евсевий Артемьев;
- 26 июня 1678 года — Данило Строганов, приказный человек, сын боярский;
- 1679 (1680) — 19 января 1683 года — Иван Евстафьевич Власов;
- до 1684 года — Перфильев Иван, приказной человек, Енисейский сын боярский[15];
- до февраля 1684 года — Иван Остафьев, стольник;
- февраль 1684 года — 11 июня 1685 года Иван Иванович Поршенников, приказчик, сын боярский;
- 1689 — Фёдор Прохорович Ушаков, воевода[16].
- 1691 год — 1694 год — Демьян Игнатьевич Многогрешный, приказный человек[17];
- 18 августа 1697 года — 1697 — Иван Алексеевич Корытов, приказный человек, сын боярский;
- Андрей Савелович Москвитин, приказный человек, сын боярский[18];
- 6—8 сентября 1700 года — Пётр Парамонович Киргиз, приказный человек.

Указом главного магистрата Тобольской провинции от 21 сентября 1722 года было утверждено расписание магистратских чинов. Селенгинску полагался 1 бургомистр и 2 ратмана.

## Коменданты
- Иван Дмитриевич Бухгольц — комендант Селенгинска c 1731 по 1740 год.
- Варфоломей Валентинович Якоби — комендант Селенгинска c 1740 по 1769 год.
- майор Кузнецов — исполняющий обязанности коменданта Селенгинска (1784 год)[20].
- С. А. Богданов — генерал-майор, комендант Селенгинска и шеф Селенгинского гарнизонного полка c 23 августа 1801 года по 3 марта 1802 года[21].
- барон Николай Фёдорович Корф — генерал-майор, комендант Селенгинска и шеф Селенгинского гарнизонного полка c 3 марта 1802 года по 28 июля 1803 года[22].